# Defense Grid: The Awakening
Defense Grid: The Awakening ist ein Tower-Defense-Strategiespiel des Entwicklerstudios Hidden Path für Microsoft Windows, Mac OS X und Xbox 360. Es erschien am 8. Dezember 2008 und wird von Aspyr Media vertrieben.
Seit Juni 2010 stehen vom Hersteller acht weitere Karten unter dem Titel Defense Grid: Resurgence als herunterladbare Inhalte zur Verfügung.

## Spielprinzip
Der Spieler muss in 20 Missionen Energiekerne (sogenannte „Cores“) vor feindlichen Aliens schützen, die in großer Zahl und mehreren aufeinanderfolgenden „Wellen“ diese zu stehlen versuchen. Es muss mindestens ein Core auf der Karte verbleiben, um die Mission erfolgreich zu beenden. Der obere Bildschirmrand gibt Auskunft darüber, wie viele Wellen noch folgen und welche der 15 Gegnertypen diese enthalten.
Mittels „Credits“ (dem Zahlungsmittel im Spiel) kann der Spieler Verteidigungstürme bauen und somit die Aliens – die nicht zurückschießen können – fernhalten. Für abgeschossene Aliens erhält der Spieler Credits, die man in neue Verteidigungsanlagen oder in den Ausbau bestehender Verteidigungen investieren kann. Auf das Guthaben der nicht ausgegebenen Credits erhält der Spieler Zinsen, die desto höher sind, je mehr Kerne sich an ihrem Platz befinden. Insgesamt gibt es zehn verschiedene Türme mit je zwei weiteren Ausbaustufen, die jedoch noch nicht zu Beginn des Spiels zur Verfügung stehen, sondern erst bei höheren Missionen freigeschaltet werden. Daneben steht in höheren Missionen zusätzlich ein orbitaler Laser zur Verfügung, der enorme Sprengkraft hat, dafür lange zum Wiederaufladen braucht.

## Erweiterungen
Resurgence
Zwischen dem 2. und 23. Juni 2010 wurden insgesamt vier kostenpflichtige Map-Packs mit je zwei Karten veröffentlicht – jede Woche eines – die seitdem heruntergeladen werden können.
- Map Pack 1: veröffentlicht am 2. Juni 2010, enthält die Karten Betriebsunterbrechung und Höhepunkt der Verwirrung
- Map Pack 2: veröffentlicht am 9. Juni 2010, enthält die Karten Gefährdungspotenzial und Umgehung
- Map Pack 3: veröffentlicht am 16. Juni 2010, enthält die Karten Stadtplanung und Taktische Ablenkung
- Map Pack 4: veröffentlicht am 23. Juni 2010, enthält die Karten Abschussbereich und Überflutung

Sie Monster
Veröffentlicht am 7. Dezember 2011, enthält die Karten Geist in der Maschine, Geteilte Aufmerksamkeit, Fehlende Unterstützung, Eingeschränkter Zugriff, Befehlsentscheidung, Interferezmuster, Portal II, Überraschungsparty
Containment
Veröffentlicht 23. Januar 2013, enthält die Karten Übergang, Brückenkopf, Feindliche Übernahme, Belagerung, Evakuierung, Eine schwere Entscheidung, Operation Bergbau, Keine Gnade

## Bewertungen
Critify berechnete für die PC-Version durchschnittlich 76 % (basierend auf 5 Rezensionen), für die Xbox-360-Version dagegen 83 % (basierend auf 6 Rezensionen). Metacritic errechnete hingegen 81 % für die PC-Version (auf der Grundlage von 11 Rezensionen).